# Vstavač štěničný
Vstavač štěničný (Anacamptis coriophora, syn. Orchis coriophora, Orchis cimicina) je vytrvalá bylina z rodu vstavač (Orchis), která v České republice patřila k vyhynulým druhům, po roce 2020 se však vyskytuje na jižní Moravě. Rostlina dosahuje výšky 15–30 cm (někdy až 40 cm). Kvete v červenci a v srpnu především na loukách, pastvinách a světlých okrajích lesů.

## Externí odkazy

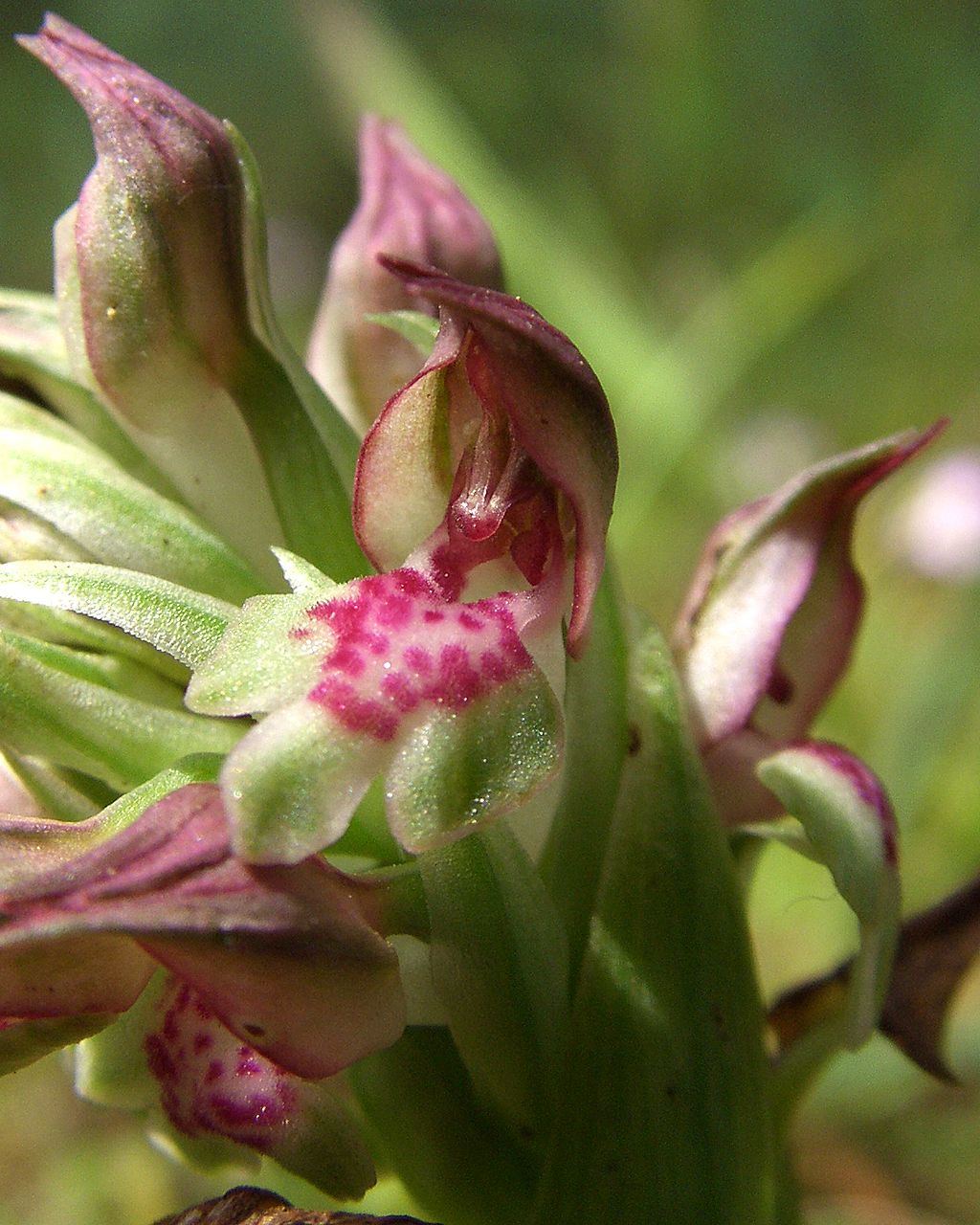
Detail květů vstavače štěničného